# Stausee Lipno
Der Stausee Lipno (tschechisch Vodní nádrž Lipno ‚Stausee Lipno‘) ist ein See im Südwesten der Tschechischen Republik, Teil der Moldau-Kaskade (tschechisch Vltavská kaskáda) und bildet deren viertälteste und höchstgelegene Stufe. Er befindet sich an der Grenze zu Österreich im Nationalpark und Landschaftsschutzgebiet Böhmerwald (tschechisch Národní park a chráněná krajinná oblast Šumava) im Okres Český Krumlov (Bezirk Krumau), nur ein kleiner Ausläufer des Sees im Nordwesten liegt im Okres Prachatice (Bezirk Prachatitz), im Südwesten ein sehr kleiner Teil auf österreichischem Staatsgebiet (Bezirk Rohrbach, Oberösterreich).
Der Stausee entstand 1959, nachdem von 1952 bis 1959 eine Staumauer mit Kraftwerk im Moldautal errichtet worden war. Mit dieser Maßnahme sollten die Region, insbesondere die flussabwärts gelegenen Städte České Budějovice (Böhmisch Budweis) und Prag vor Hochwasser geschützt werden. Bereits damals erhielt der See seinen Spitznamen Jihočeské moře (deutsch Südböhmisches Meer) oder Šumavské moře (deutsch Böhmerwald-Meer).

## Größe und Umfang
Der See hat heute ein Volumen von 309,5 Millionen m³ und eine Gesamtfläche von etwa 4650 ha und ist somit flächenmäßig der größte See der Tschechischen Republik. Sein Pegel befindet sich bei Vollstau bei etwa bei 725,6 m n.m. Seine Länge beträgt 42 km bei einer maximalen Breite von 5 km bei Černá v Pošumaví (deutsch Schwarzbach, im Folgenden einfach Černá genannt). Die durchschnittliche Tiefe beträgt 6,5 m, die maximale 21 m. Der Stauraum erstreckt sich bis zur Mündung des Hajný potok in die Moldau bei Vltava und Ovesná.
Der Staudamm hat eine Länge von 296 m, ist 25 m hoch und befindet sich am Flusskilometer 329,543. Es handelt sich dabei teilweise um einen Erdschüttdamm (rechtes Ufer) und teilweise um eine Gewichtsstaumauer (linkes Ufer) aus Beton. Das Speicherkraftwerk Lipno I hat eine Leistung von 120 Megawatt. Das Kraftwerk ist ein Kavernenkraftwerk und liegt 160 Meter unter dem Damm. Die Stollen zur Wasserableitung enden einige Kilometer flussabwärts im Stausee des Laufwasserkraftwerks Lipno II ⊙. Dieser See dient als Ausgleichsbecken für den unregelmäßigen Abfluss des Kraftwerks Lipno I. Ursprünglich fiel zwischen den Kraftwerken das Flussbett der Moldau auf neun Kilometern trocken, erst seit 1996 wird ein Sanierungsdurchfluss von 1,5 m³/s abgelassen. Nur für Wassersportveranstaltungen und bei Hochwasser wird mehr Wasser abgelassen.

## Vorgeschichte
Im Gebiet der oberen Moldau befand sich bereits im Tertiär ein natürlicher See, der etwa 44 km lang und 7 bis 22 km breit war und der eine Tiefe von 80 bis 100 m erreichte. Zwischen der Teufelswand (tschechisch Čertova stěna) und dem Berg Luč durchbrach dieser See im Tertiär die Felsen, in die er sich seit Jahrtausenden gefressen hatte und schuf beim Durchbruch das Flussbett der Moldau.
Dieses Gebiet am Oberlauf der Moldau war bereits in der Mittelsteinzeit besiedelt, was insgesamt 15 Funde aus den Jahren 1983 bis 1985 am Nordufer des Sees zwischen Frymburk nad Vltavou (deutsch Friedberg, im Folgenden einfach Frymburk genannt) und Horní Planá (Oberplan) belegen. Die heutigen Siedlungen waren seit Jahrhunderten deutsches Siedlungsgebiet; Orte wie z. B. Frymburk wurden bereits 1277 erwähnt. Bereits damals nutzten die zahlreichen Holzfäller die Energie des Flusses zum Holzschwemmen. Am Oberlauf der Moldau waren damals Mühlen und Hammerwerke weit verbreitet (damals 23), welche ebenfalls den Fluss als Energiequelle nutzten. Štěpánek Netolický, Wasserbauer des Hauses Rosenberg, legte 1530 einen Entwurf vor, der die Flößbarmachung der oberen Moldau vorsah, um den Holztransport zu vereinfachen. Dieses Vorhaben wurde um 1552 unter Albrecht von Guttstein zwischen Vyšší Brod und České Budějovice verwirklicht. So stieg der Umfang des Abholzens und des Flößens in den folgenden Jahrzehnten weiter an und erreichte sein Maximum um 1850. Erst der Ausbruch des Ersten Weltkrieges 1914 sowie die Abtrennung der Märkte durch Ausrufung der Tschechoslowakei 1918 führten zu einem Einbruch beim Holztransport und -verkauf.

## Erste Planungen

Historische Karte (1900) der Region zwischen Oberplan (Horní Planá) und Friedberg (Frymburk)

Die Orte am heutigen See berichten in ihren Chroniken vom 17. bis zum 19. Jahrhundert, vor allem in den Jahren 1740 und 1890, von häufigem Hochwasser und von Überschwemmungen. Davon zeugen einige erhaltene Markierungen der Wasserhöhe an Mauern und Felsen. 1890, als wieder ein großes Hochwasser die Region heimsuchte, beginnt die eigentliche Geschichte des Stausees. Wenige Jahre später, 1892, veröffentlichte der Ingenieur Daniel eine Broschüre, die die Errichtung mehrerer kleiner Staudämme entlang der oberen Moldau und ihrer Nebenflüssen beschrieb, so z. B. bei Frymburk und bei Želnava (Salnau). Diese sollten zukünftige Überflutungen verhindern. Die Idee setzte sich durch, sodass der Landtag des Königreiches Böhmen über den Bau beriet. 1899 schlug Baurat Jan Jirsík den Bau einiger Stauseen vor. Bereits nach ersten Verhandlungen zeigte sich, dass die Landwirte, die die fruchtbaren Auen bewirtschafteten, nicht bereit waren, ihre Grundstücke zu verkaufen – das Projekt geriet wieder in Vergessenheit.
Erst ein weiteres Hochwasser 1920 führt zu einer erneuten Planung eines oder mehrerer kleiner Stauseen, die in der Lage wären, das Schmelzwasser im Frühling aufzufangen. 1930 gab es die ersten konkreten Pläne von Ingenieuren des Landesamtes, die den geplanten Damm in der Nähe von Lipno nad Vltavou (deutsch Lippen, im Folgenden einfach Lipno genannt) platzierten. Dieses Projekt ließ sich nicht verwirklichen, Grund hierfür war die Besetzung Böhmens und Mährens infolge des Münchner Abkommens und der Ausbruch des Zweiten Weltkrieges. Die Platzierung bei Lipno, welche in diesen Plänen vorgeschlagen wurde, hatte enorme Vorteile, die zum tatsächlichen Bau des Damms an dieser Stelle wenige Jahre später führen sollten: Das Flussbett befindet sich bei Lipno auf einer Höhe von 705 m n.m., bei Vyšší Brod auf 560 m n.m. und bei Mělník an der Elbmündung nur noch bei 155 m n.m. Damit hat der erste kurze Abschnitt bei einer Entfernung von 3,5 km Luftlinie und 10 Flusskilometern einen Abfall von 145 m. Die restlichen 322 Kilometer des Flusses bis zur Elbmündung fallen nur noch um weitere 405 Meter ab. Da die Moldau bei Lipno selbst nur einen kleinen Abfall hatte, war die Stelle zum Anstauen gut geeignet. Die Zusammensetzung des Baugrunds (Gneis und Granit) war ein Vorteil.

## Errichtung des Damms

### Planung
Die Idee, einen Staudamm mit angeschlossenem Kraftwerk zu errichten, kam erst nach dem Zweiten Weltkrieg auf, nachdem durch die Vertreibung der Sudetendeutschen, die die größte Bevölkerungsgruppe in der Region waren, die Grundbesitzverhältnisse für die Regierung vereinfacht waren, da die Grundstücke dem Staat zufielen. Dabei war eine Studie von 1948 die Grundlage für die zukünftigen Arbeiten. Grund für den Bau waren vor allem energetische und wasserwirtschaftliche Überlegungen. Für die kommunistische Regierung wurde der Staudamm zum Prestigeobjekt, für das per Flugblatt mit dem Motto Pomoz stavět Lipno, velikou stavbu socialismu v Čechách (deutsch „Hilf Lipno zu bauen, einen großen Bau des Sozialismus in Böhmen“) im ganzen Land Arbeiter gesucht wurden. Die vorbereitenden Bauarbeiten begannen bereits 1950 mit dem Sprengen und dem Abtransport von Granitfelsen für die projektierte Straße von Frymburk nach Lipno. Von 1951 bis 1959 wurde der Stausee mit zugehöriger Staumauer gebaut.

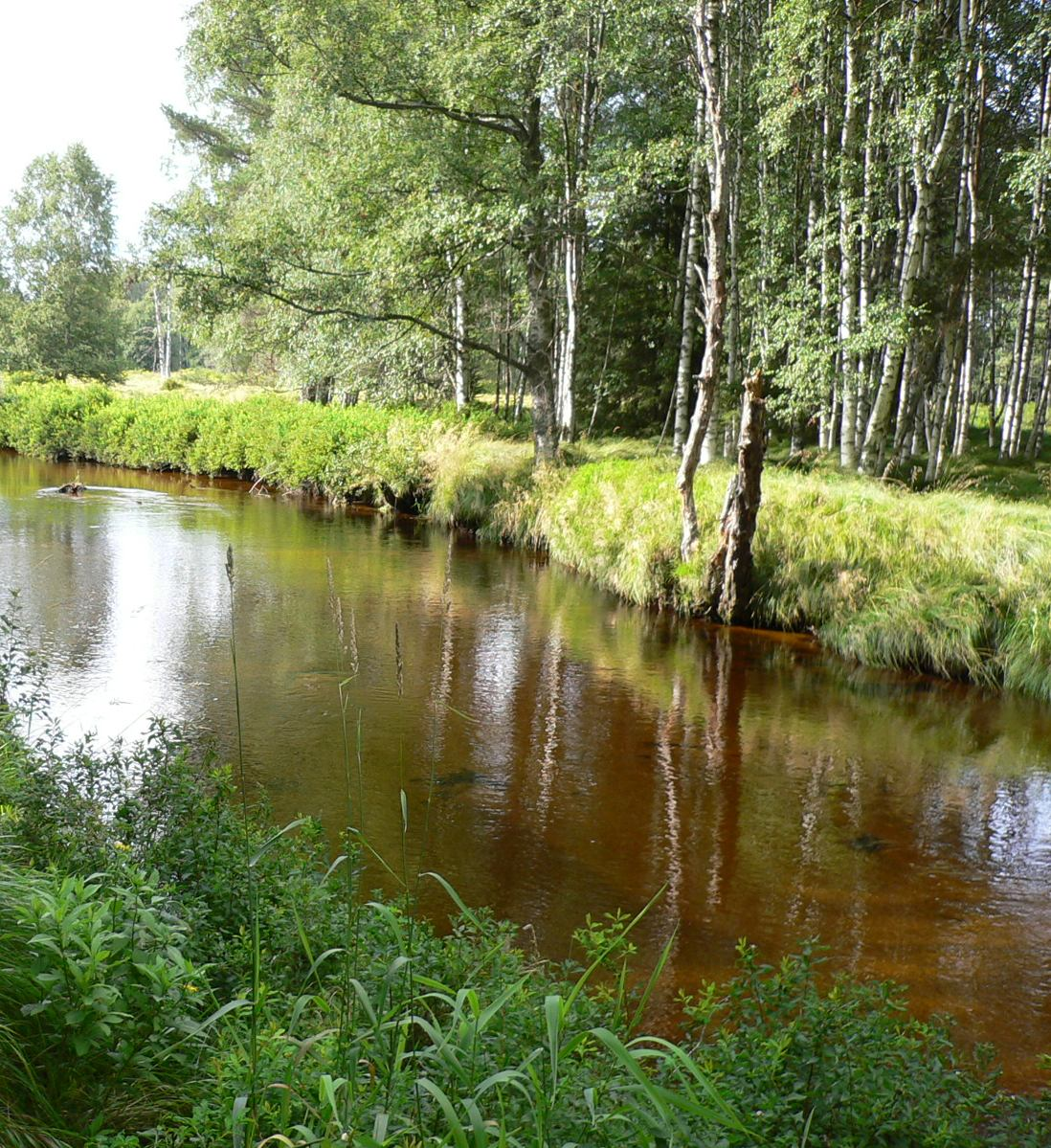
Die Moldau kurz nach dem Zusammenfluss der Kalten und Warmen Moldau oberhalb des Stausees

### 1951 – vorbereitende Arbeiten
In den ersten Monaten des Jahres 1951 begannen die Arbeiten am Wasserbecken, obwohl zu dieser Zeit die Planung des Projektes noch nicht ganz beendet war. Zunächst errichteten Maurer und Bauarbeiter der Firma Pozemní stavby České Budějovice in der Nähe der zukünftigen Staumauer Holzhäuser für die Arbeiter, welche später Grundlage der Siedlung Lipno (nach welcher der See benannt wurde) werden sollten, sowie Lager, Garagen und Werkstätten. Nun begann man mit dem Abholzen von Wäldern (etwa 550 ha) und Alleen, die in der Überschwemmungszone lagen, was in der dicht bewaldeten Region des Böhmerwaldes zu mehreren tausend LKW-Ladungen Holz führte. Des Weiteren wurden Häuser und andere Gebäude abgerissen, welche ebenfalls unter der künftigen Wasseroberfläche gelegen wären. Dies betraf zum Beispiel die Gemeinde Dolní Vltavice (deutsch Untermoldau), einen Teil von Horní Planá (Oberplan) und Frymburk (Friedberg) sowie fast ganz Lipno, ferner wurden zwei Friedhöfe verlegt. Zahlreiche Zufahrtsstraßen und Wege entstanden, um Baumaterial heranschaffen zu können. Dies alles machte das Moldau-Tal zu einer riesigen Baustelle, welche die angrenzenden Orte teilweise bis zur Unkenntlichkeit veränderte. Des Weiteren fand eine geologische Untersuchung des Untergrundes des zukünftigen Damms statt.

### 1952 bis 1956 – erste Ausbaustufe

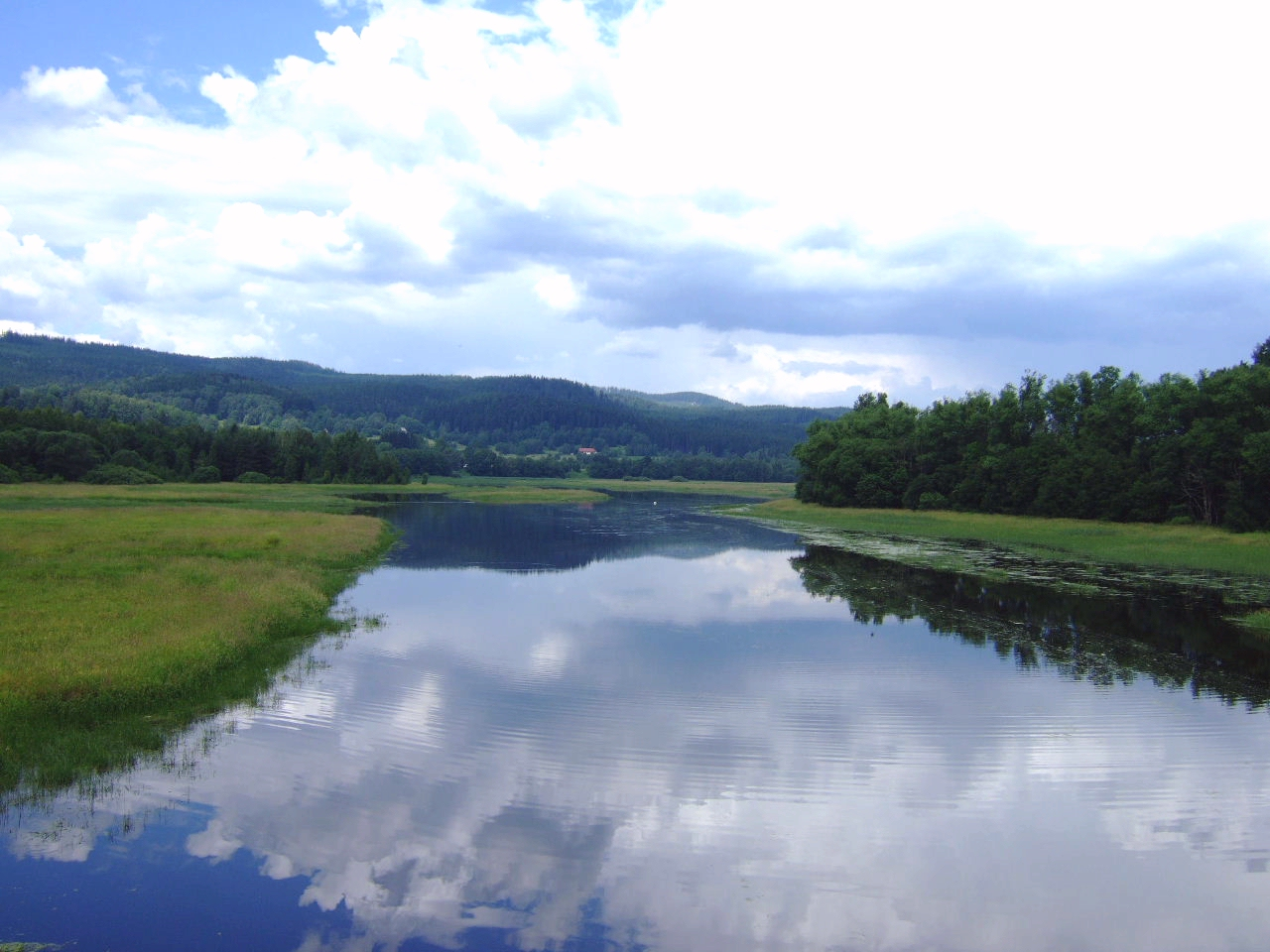
Mündung der Moldau in den Lipno-Stausee bei Nová Pec (Neuofen)

1952 wurde mit dem Bau des Staudamms am Flusskilometer 329,543 begonnen. Dazu wurden zunächst entlang der Längsachse des Staudamms zwölf Schächte bis in eine Tiefe von 20 Metern getrieben, bei jedem dieser Schächte fielen etwa 600 Kubikmeter Abraum an. Der dort vorhandene harte Felsen wurde in weiteren 20 Metern durch die Injektion von Zementmilch soweit gefestigt, dass die Fundamente sicher verankert werden konnten. Um ein Unterspülen des Damms zu verhindern, war es nötig, einen Caisson zu errichten. Dieser Caisson, mit einer Masse von 60 t und der Form einer riesigen Schachtel bildet die Basis des heutigen Damms. Nach und nach wurden hier mehrere hundert Kubikmeter Abraum entfernt, bis der Caisson sich in der gewünschten Tiefe befand. Anschließend wurde er mit Beton ausgefüllt (Gesamtmasse 230 t).
Das Kraftwerk Lipno I ist als Kavernenkraftwerk konzipiert. 160 Meter unter dem linken Dammende befindet sich der Maschinenraum, der mit zwei 160 m langen Druckschächten mit einem Durchmesser von 4,5 m mit dem See und mit zwei 3,6 km langen Abflussstollen mit einem Querschnitt von 9 mal 8 m mit dem Ausgleichsbecken verbunden ist.
Ab dem 13. Mai 1952 wurden die beiden Abflussstollen von Vyšší Brod aus vorgetrieben.
1954 wurde der Bau mit einem höheren Tempo fortgesetzt, was dadurch möglich war, dass es kaum zu Schwierigkeiten beim Bau kam. Trotz einer verringerten Anzahl von Mitarbeitern und hohen Wasserstands der Moldau kam der Bau gut voran. Die unerwünschten Fluten eines Hochwassers konnten abgeleitet werden, sodass ein normaler Betrieb gewährleistet war. Die Fertigstellung des nahegelegenen Betonwerks begünstigte die Arbeiten weiter. Besonders intensiv wurde am Durchbruch der beiden Stollen gearbeitet, welche Mitte Juli bereits eine Gesamtlänge von 1300 m erreichten. Im Herbst des Jahres wurde begonnen, das neue Flussbett der Moldau zu betonieren.
Am 30. Dezember 1955 um 02:30 Uhr wurde die Moldau in ihr neues Flussbett umgeleitet. Außerdem wurde in diesem Jahr mit dem Vortrieb der Gegenstollen von Lipno aus begonnen, um die Arbeiten zu beschleunigen.
Am 10. Januar 1956 kurz vor Mitternacht kam es zum Durchschlag der beiden Stollen, welche von Vyšší Brod und von Lipno vorangetrieben wurden. Die Arbeiten verliefen so präzise, dass es trotz der Gesamtlänge von 3,6 km zu keiner nennenswerten Abweichung der beiden Stollen kam.

### 1957 bis 1960 – abschließende Arbeiten sowie Bau und Inbetriebnahme des Kraftwerks
Mitte Januar 1957 begann der Bau des unterirdischen Kraftwerks. Der Granitfels wurde gebrochen und die so entstandene Kaverne (Innenmaße 60 × 22 × 38 m) anschließend ausbetoniert. Der Bau am Lipno II kam durch die Überschwemmungen 1955 ins Stocken, die das Ausgleichsbecken mit 800 Kubikmetern Sand und Schlamm füllten. Trotzdem wurde Anfang Oktober der Gewichtsblock des Beckens fertiggestellt und mit 25000 Kubikmetern Beton gefüllt. Dann wurde das Tal mit einem 11,5 m hohen Schüttwehr gesperrt und die erste Turbine installiert, die bereits im Frühjahr 1957 in Betrieb ging. Im Herbst des Jahres war der Damm fertiggestellt.

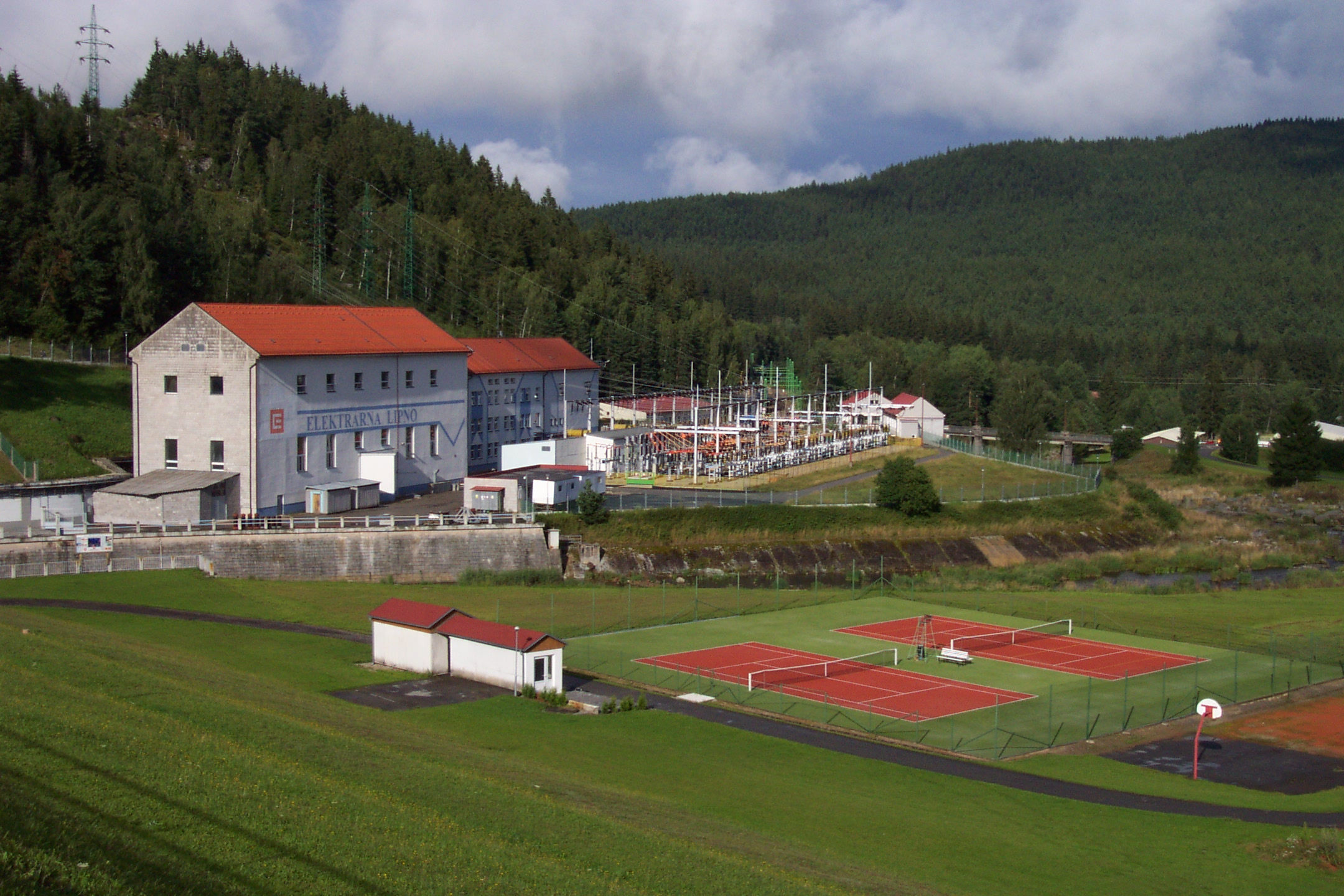
Oberirdischer Teil des Kraftwerks Lipno I, photographiert von der Staumauer

Anfang des Jahres 1958 begann man mit der Installierung der Maschineneinrichtung der beiden Kraftwerksblöcke in der Kaverne. Die Bauherren erwarteten, dass der Damm bereits in diesem Jahr das Frühjahrshochwasser würde auffangen können, daher rechnete man damit, ab 1. März die Moldau anzustauen. Aus diesem Grunde wurden nun beschleunigt die letzten Objekte abgerissen, die noch in der Überschwemmungszone standen, wie z. B. einige Brücken über die Moldau. Die Absicht, den Stausee langsam zu füllen, um die Staumauer nicht gleich voll zu belasten konnte aufgrund von früh und stark einsetzender Schneeschmelze nicht realisiert werden. So kam es, dass bereits am 17. Februar der Wasserstand bei 715,15 m n.m. lag und sich 12,5 Millionen Kubikmeter Wasser stauten. Die Wehre wurden geöffnet, um den Damm wenigstens anfangs noch zu entlasten. Bis zum 20. Februar stieg der Wasserpegel auf 716,35 m n.m. an, als das Ende der Schneeschmelze im Einzugsgebiet erreicht war, lag der Wasserpegel bei 717,4 m n.m., es kam trotz der verfrühten Belastung zu keinen nennenswerten Problemen. Am 26. Juni 1958 schließlich wurde der letzte Block des Damms auf Straßenniveau betoniert. Somit wurde der Sommer 1958 zur ersten Urlaubssaison am Lipnostausee.
Anfang August wurde Kraftwerksblock 2 zur Montage übergeben. Am 1. September wurde der erste Teil der Francis-Turbine (mit einem Gewicht von dreißig Tonnen) in die Kaverne befördert, am 24. Oktober schließlich folgte die Einbetonierung von Block 1.
Am 15. Juli 1959 um 17:55 Uhr fand der erste Probelauf des elektrischen Systems statt. Am 7. Dezember ging die andere Turbine ans Netz. Nach diversen Testläufen ging Turbine zwei am 13. August 1959 und Turbine eins am 5. Januar 1960 in den Regelbetrieb. Seit dieser Zeit haben die beiden Turbinen von Lipno I und die Turbine von Lipno II insgesamt 6012 GWh Energie erzeugt (Stand 2000).

### Reparaturen im Jahr 2004

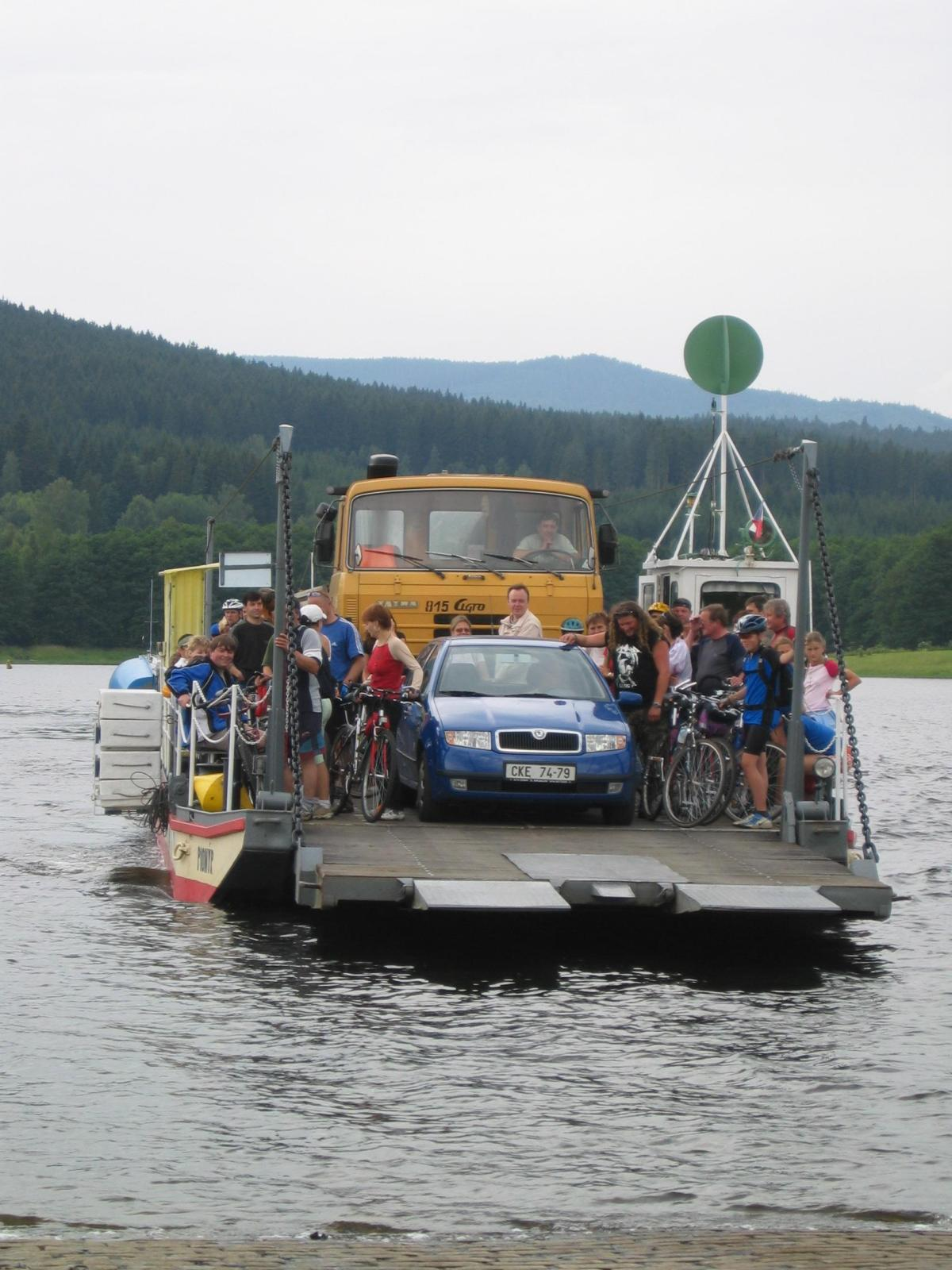
Vollbesetzte Fähre über den See während der Bauarbeiten im Sommer 2004

Von Juli bis November 2004 erneuerte die Firma Stavby silnic a železnic, a. s. die gesamte Fahrbahn auf dem Damm. Dazu musste die Straße komplett gesperrt und samt Bürgersteig und Geländer abgetragen werden. Dabei musste besonders darauf geachtet werden, dass keine Asphaltreste etc. in den See stürzen, da sich dieser in einem Naturschutzgebiet befindet. Während dieser Vollsperrung kam es zu erheblichen Verkehrsbehinderungen, da statt dieser Hauptverkehrsachse Umgehungsstraßen und Fähren genutzt werden mussten. Die Arbeiten wurden erfolgreich und planmäßig im November beendet.

## Biotop „Stausee Lipno“

### Zuflüsse
Neben der Moldau fließen zahlreiche kleine Bäche in den Stausee, die teilweise nur wenige Kilometer lang sind. Linksseitig sind dies flussabwärts u. a. der Želnavský potok, der Bělský potok, der Pernecký potok, die Slatinka, die Ostřice, die Olšina, der Černý potok (bei Černá), der Lukavický potok, der Lužní potok, der Černý potok bzw. Liščí potok (bei Vřesná), der Podhořský potok bzw. Náhlovský potok sowie der Slupečný potok. Von rechts fließen u. a. der Hajný potok, der Jezerní potok, die Rasovka bzw. Novopecký potok, der Novopecký smyk, der Smrčinský potok, der Šešovec, der Hamerský potok, der Borkovský potok, die Pestřice/Rotbach, der Rothovský potok/Bügelbach, die Černá stoka/Schwarze Runse, die Ježová/Igelbach, der Pašerácký potok, der Vítkův potok, der Zámecký potok, der Frýdavský potok, der Výtoňský potok und der Lipový potok in den See. In diesen Zuflüssen ist das Angeln ganzjährig verboten.

### Wasserqualität
Der Stausee hat eine instabile Temperaturschichtung, ist bei einer Sichttiefe von 1,3 bis 1,8 m eutroph und hat einen wiederkehrenden Blaualgenbefall. Charakteristisch sind niedrige NO₃-N Werte (siehe Nitrat) im Sommer von etwa 0,1 bis 0,5 mg/l in der gesamten Wassersäule. Die Eutrophie des Gewässers begann frühestens nach 1968, spätestens aber in den 1980er Jahren. Dies ist vor allem durch Abwässer zu erklären, die übermäßig viel Phosphor beinhalten, was wiederum zu übermäßiger Chlorophyllproduktion führt. In den 1990er Jahren wurden zwar zahlreiche Klärwerke errichtet, die die Zufuhr von Phosphor in den See verringerten, jedoch verbesserte sich dadurch die Trophie kaum. Um die Trophie des Sees besser zu verstehen und verbessern zu können, beschäftigten sich zahlreiche Studien (vgl.) mit dem Thema. Dabei stellte sich heraus, dass in den 1990er Jahren vor allem die Landwirtschaft mit 35 bis 68 Prozent und die Gemeindeabwässer mit 21 bis 42 Prozent für den hohen Phosphorgehalt verantwortlich waren. Als Lösung wird eine stärkere Klärung der Abwässer angesehen. Neuere Daten deuten, nach einem starken Anstieg in den Jahren 2001 und 2002, auf ein Absinken der Chlorophyll-a-Konzentration hin. Trotz dieser Probleme kann aus dem See Trinkwasser gewonnen werden, sowohl Oberflächenwasser, als auch Grundwasser, was an mehreren Stellen geschieht.

### Flora und Fauna

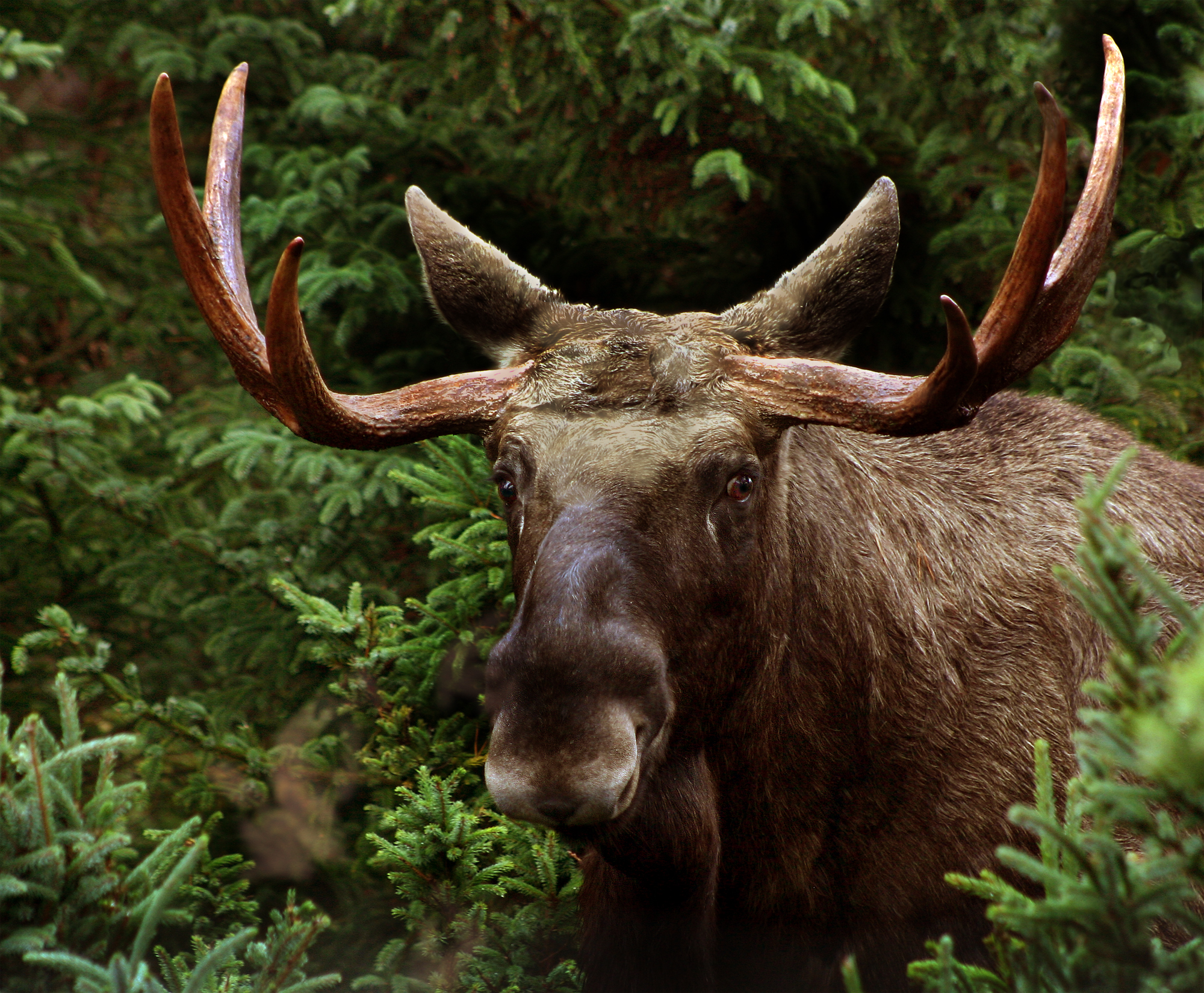
Seit einigen Jahrzehnten gibt es wieder Elche in der Region

Den See umgeben große Fichtenwälder, zahlreiche Sümpfe sowie größere landwirtschaftliche Nutzflächen. Diese Landschaften bieten zahlreichen Tieren ein Zuhause. Darunter sind zahlreiche Schmetterlingsarten, wie z. B. das Tagpfauenauge, Saateulen und der Kleine Fuchs. Weitere Insekten sind z. B. verschiedene Laufkäfer und Bockkäfer. Weiterhin anzutreffen sind Wachtelkönig, Braunkehlchen, Neuntöter, Birkhuhn, Wanderfalken, Rebhühner, Spechte, Eulen, der Uhu und der Seeadler. Zu den Säugetieren zählen unter anderem Feldmaus, Birkenmaus, Fledermäuse, Hirsche, Rehe, Wildschweine, Fuchs, Edelmarder, Dachs, Luchs sowie seit einiger Zeit der europäische Elch in den Wäldern bei Svatý Tomáš (deutsch „St. Thomas“). Im See selbst gibt es Karpfen, Hechte, Zander, Forellen, Bachsaiblinge, Peledmaräne, Silberkarpfen, Flussbarsche und Welse, außerdem Flusskrebse und Flussperlmuscheln, die jedoch stark gefährdet sind.

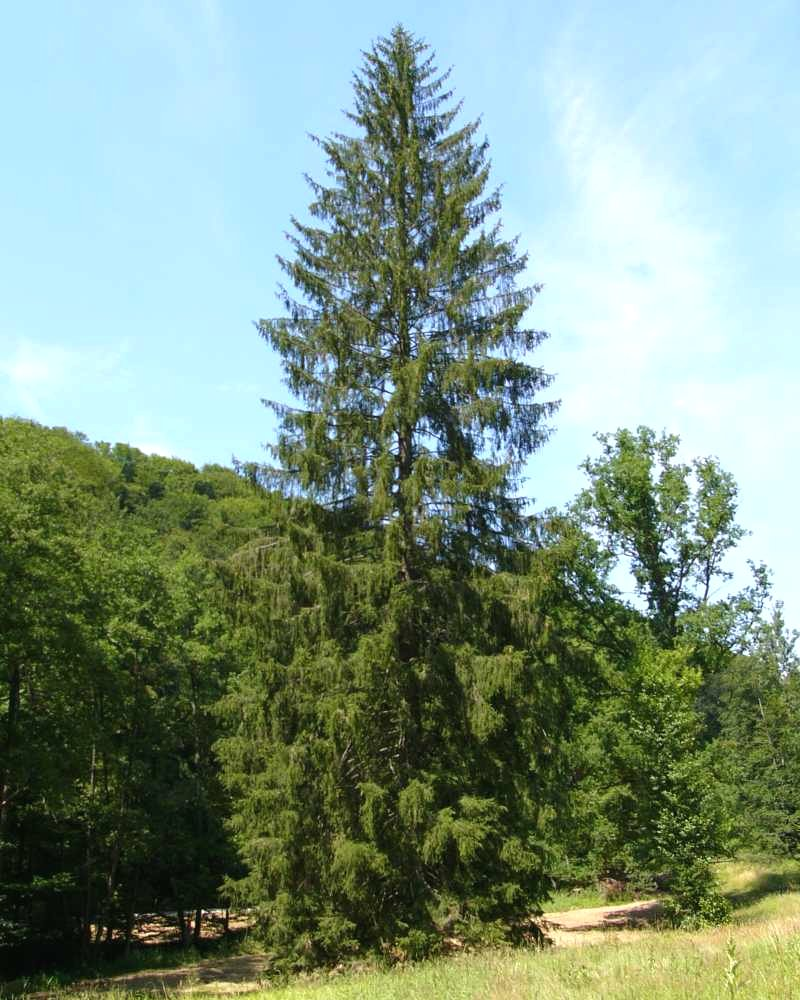
Die Wälder bestehen zu einem Großteil aus Fichten

Die Wälder bestehen zu einem großen Teil aus Fichten, aber auch Buchen, welche die ursprüngliche Vegetation sind. Weiterhin sind das Große Windröschen, die Schopfige Kreuzblume, Edel-Gamander, Trauben-Gamander, drei Arten von Waldvöglein, Riedgras, Trauben-Pippau, Salbei, Johanniskräuter, Heidekraut (vor allem bei der Teufelswand und dem Berg Luč) sowie Steinkräuter, Blassen Schafschwingel und Berglauch angesiedelt.

### Klima
Die klimatischen Verhältnisse am See sind etwas anders als die im Bezirk Český Krumlov. Charakteristisch ist hier vor allem der kurze Sommer, der zudem kühl und feucht ist. Die durchschnittlichen Jahrestemperaturen liegen hier bei etwa 5 bis 5,5 °C, also rund 2 °C niedriger als im Umland. Die höchsten Temperaturen werden im Juli erreicht, mit durchschnittlich 15 °C, im Umland 17 °C. Die Niederschläge fallen um rund 25 Prozent höher aus als in Budweis. Sommertage (Tage, an denen die Temperatur mindestens 25 °C erreicht) gibt es in wärmeren Zonen des Bezirks Český Krumlov jährlich durchschnittlich 38, in der Umgebung des Sees 34. Frosttage (Tage, an denen die Temperatur unter 0 °C sinkt) gibt es durchschnittlich 120, in der Umgebung des Sees sind es 150 jährlich.

## Der See als Grenzgebiet
Die nach 1945 zum großen Teil entvölkerten Orte entlang der neuen Grenze Österreich-ČSSR wurden von der kommunistischen Regierung kurz nach Kriegsende zum militärischen Sperrgebiet erklärt, viele Dörfer verfielen oder wurden zerstört (siehe dazu: Truppenübungsplatz Boletice). Dies führte dazu, dass nach der Entstehung des Stausees das rechte Ufer bis auf einige Ausnahmen bei Přední Výtoň nicht betreten werden durfte. Ebenso war es verboten, die Mitte des Sees in Richtung Österreich zu überqueren; Militär und Grenzpolizei kontrollierten dies streng. Trotzdem gelang es mehreren Menschen über die grüne Grenze nach Österreich zu fliehen, unter anderem in der Rakouská-Bucht am rechten Ufer des Sees, da das Ufer bereits österreichisches Territorium ist. Für den Ernstfall, womit der Kriegsfall gemeint war, gab es bereits seit 1961 den Plan, den Stausee Lipno beschleunigt, um zwei Drittel zu leeren, um Truppen schneller auf die andere Uferseite bringen zu können, ähnliche Pläne gab es für weitere Stauseen der Moldau-Kaskade. Außerdem sollte das Militär den Zugang zur Moldau und zu sämtlichen Gewässern der Moldau-Kaskade kontrollieren. Nach denselben Plänen sollte der Staudamm zerstört werden, bevor er dem Feind in die Hände fällt.
Besonderes Aufsehen erregte 1975 der Fall Barry Meeker. Der US-amerikanische Pilot flog im Auftrag Heinz Heidrichs, der 1973 aus der DDR geflohen war, dreimal mit einem Hubschrauber (Bell 206 JetRanger) im Tiefflug über die Grenze der ČSSR (am 17. August 1974 sowie am 15. und 17. August 1975). Er landete bei Dolní Vltavice, einem Ortsteil von Černá, und brachte bei diesen drei Flügen neun DDR-Flüchtlinge, die größtenteils Verwandte und Bekannte Heidrichs waren, nach Westdeutschland. Der dritte Flug am 17. August 1975 gelang nicht wie geplant, da sich in der Nähe des vorgesehenen Landeplatzes zufälligerweise Grenzsoldaten bei Bauarbeiten befanden. Diese Soldaten beschossen den Hubschrauber und hinderten zwei Personen an der Flucht. Durch die Schüsse verletzt und mit beschädigtem Hubschrauber landete Meeker wenig später am Krankenhaus in Traunstein, für das er seit eineinhalb Jahren als Rettungsflieger arbeitete. Dieser spektakuläre Vorfall ging durch die internationale Presse. So berichteten unter anderem Der Spiegel, das Time-Magazine und The Economist, sowie das Parteiblatt der KSČ, Rudé právo darüber. 1976 veröffentlichte das ZDF eine dreißigminütige Dokumentation mit dem Titel Barry Meeker oder Ich war bloß der Pilot, 2008 veröffentlichte das tschechische Fernsehen eine 10-minütige Reportage mit Zeitzeugen.
Nach der Wende 1989 wurde das Sperrgebiet 1991 aufgelöst und das Gebiet touristisch erschlossen. So gesehen erwies sich das Sperrgebiet als Glücksfaktor für die heutige Nutzung, da dort die kaum berührte Natur sehr gut erhalten ist.

## Nutzung des Stausees

### Die Rolle des Stausees bei Hochwasser

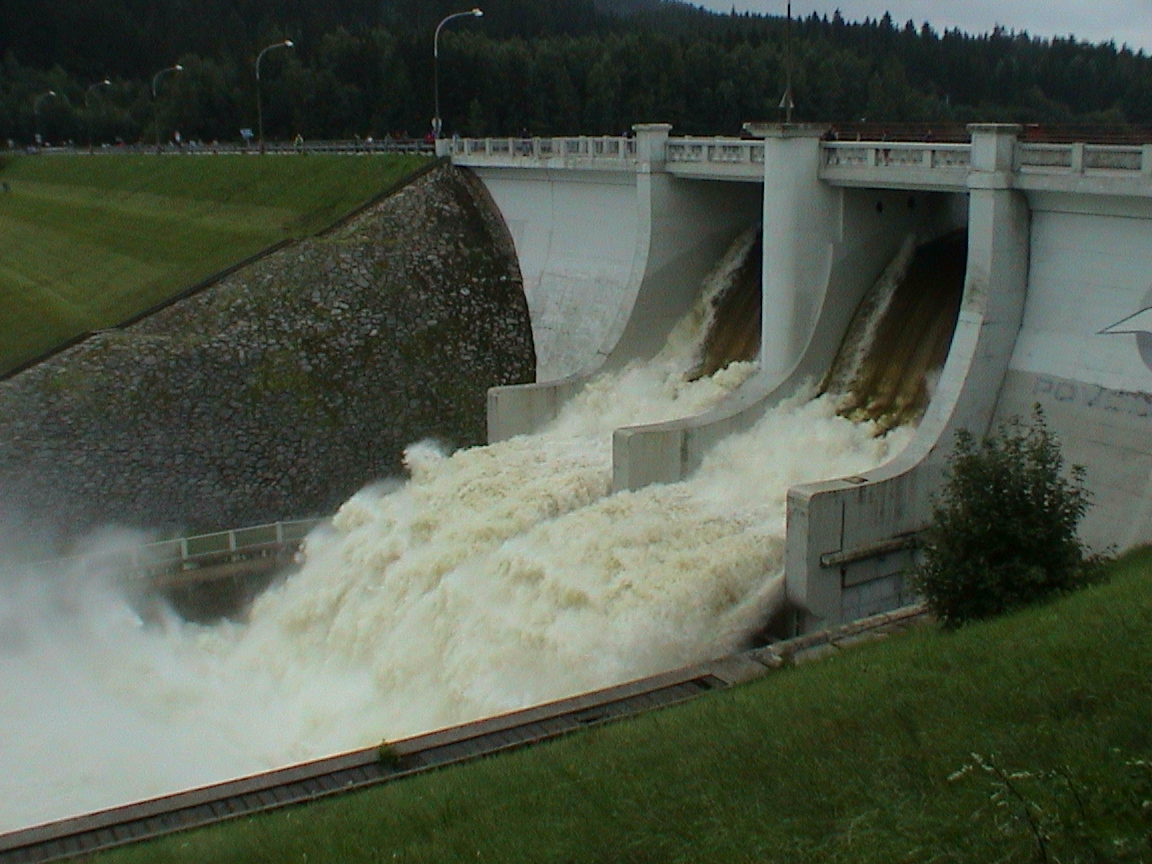
Geöffnete Wehre des Stausees Lipno während des Hochwassers 2002

Der Stausee dient der Hochwasserregulierung an der Moldau oberhalb von Prag. An deren Oberlauf, am Rand der Mittelgebirge, fällt besonders viel Niederschlag (siehe Abschnitt „klimatische Besonderheiten“). Da Moldau und Elbe am Zusammenfluss ähnliche Durchflussmengen aufweisen, ist die Regulierung bis zum Oberlauf der Elbe spürbar (siehe hierzu: Hochwasserschutz in Dresden).
So wie andere Stauseen im damaligen Überschwemmungsgebiet konnte der Lipno-Stausee einen Teil des Hochwassers im August 2002 abhalten und damit Städte wie Český Krumlov, České Budějovice und Prag zunächst entlasten. Diverse Zeitungen warfen im weiteren Verlauf den Betreibern des Kraftwerks vor, sie hätten nicht genug Wasser abgelassen, als für den 11. und 12. August weitere Regenfälle vorhergesagt waren. Vorwürfe wurden vor allem laut gegen Zdeněk Zídek, da er zugleich Verwalter des Staudamms, Verwalter des Hafens in Lipno (in dem zahlreiche Segelboote vor Anker lagen) und Bürgermeister von Lipno ist. Man warf ihm einen Interessenkonflikt vor. Diese Behauptungen waren nicht haltbar. Eine Untersuchung des tschechischen Umweltministeriums 2003 entdeckte keine gravierenden Mängel bei der Bewältigung des Hochwassers.

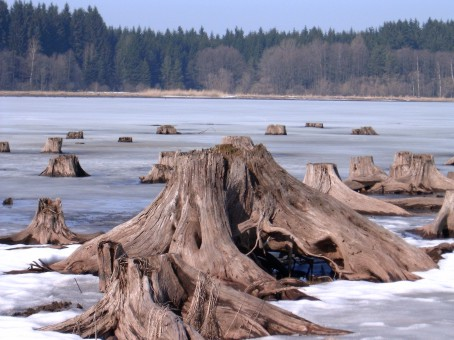
Bei Niedrigwasser sieht man Baumstümpfe, Überreste der bei der Anlage des Sees gerodeten Bäume

Seit diesem Hochwasser ist der Pegel des Sees ständig um ein bis zwei Meter abgesenkt, sodass mehr Spielraum vorhanden ist, größere Wassermengen aufzunehmen. Als 2004 zusätzlich Wasser abgelassen wurde, um eine Rafting-Meisterschaft auf der Moldau durchführen zu können, führte dies dazu, dass einige Objekte aus dem Wasser auftauchten, die dort seit fast 50 Jahren versunken waren, wie z. B. Schienen und der ehemalige Bahnhof von Horní Planá oder das Moldauherz, eine markante, herzförmige Flussschleife. Eben durch diese Absenkung hatte der See 2006 eine Reserve von 127,7 Millionen m³, wodurch er den Wasserstand der Moldau beim Hochwasser desselben Jahres soweit regulieren konnte, dass die Überschwemmungen nicht so schlimm ausfielen, wie zunächst befürchtet.

### Elektrizitätserzeugung
Zur ursprünglichen wirtschaftlichen Nutzung des Stausees zählt die Energiegewinnung mittels des angestauten Wassers. Das Speicherkraftwerk Lipno I hat eine Leistung von 120 Megawatt und kann bei Bedarf innerhalb von drei Minuten hochgefahren werden. Durch einen erhöhten Wasserabfluss kann auf die Stromproduktion weiterer Kraftwerke stromabwärts Einfluss genommen werden, darunter auf das Laufwasserkraftwerk Lipno II, welches bis zu 1,5 Megawatt liefert. Diese beiden Kraftwerke des tschechischen Energiebetreibers ČEZ versorgen den Großraum Lipno mit Strom.

### Trink- und Brauchwasseraufbereitung
Das Seewasser wird an mehreren Stellen als Grund- und Oberflächenwasser gewonnen, aufbereitet und als Trink- oder Brauchwasser genutzt. Dies geschieht unter anderem in Hůrka (Ortsteil von Černa), Lipno, Loučovice und Plískov. Von hier aus werden die Orte rund um den See und die landwirtschaftlichen Betriebe mit Wasser versorgt. Es gibt jedoch kein Leitungssystem für die gesamte Region, daher versorgen sich zahlreiche Haushalte und ganze Orte aus privaten Brunnen mit Wasser.

### Fischzucht
Die Fischzucht im Lipnostausee beschränkt sich fast ausschließlich auf das Aussetzen von mehreren tausend Fischen jährlich (Details im Abschnitt Tourismus). In den 1990er Jahren gab es Versuche, Fische zu züchten. Dazu wurden an der Mündung des Schwarzbachs (Černý potok) in den See Reusen angelegt, in denen von 1991 bis 1995 Forellen gezüchtet wurden. Diese Zucht trug mit zwei bis sechs Prozent erheblich zur Phosphorbelastung des Gewässers bei (siehe Abschnitt Wasserqualität).

### Tourismus

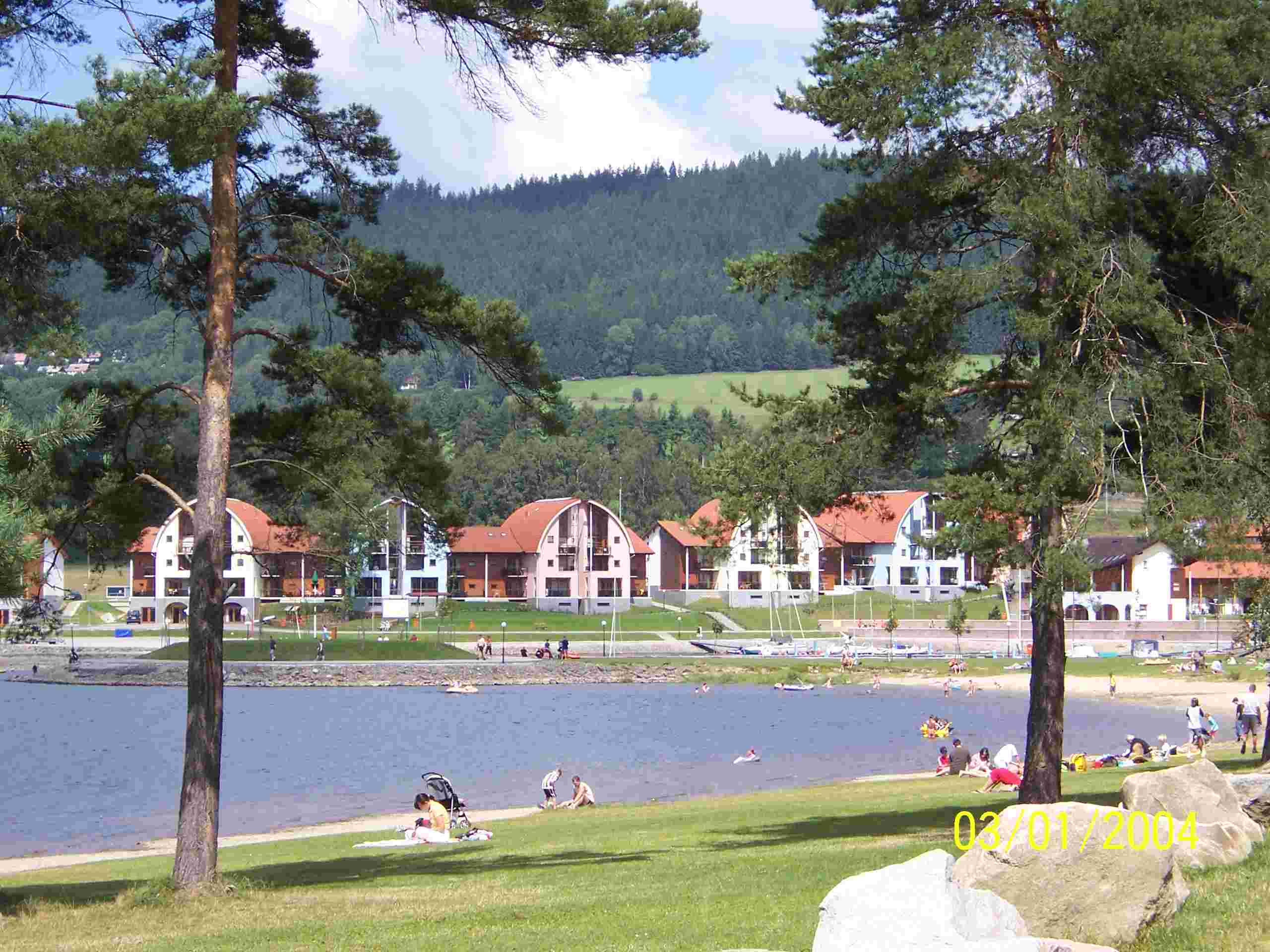
Marina und Feriendorf Lipno mit Gebäuden von Landal GreenParks

Der See, seit den 1960er-Jahren bis zur Wende 1989 eines der beliebtesten Reiseziele Böhmens, ist heute mit seinen zahlreichen touristischen Angeboten ein bedeutender Wirtschaftsfaktor der Region und nicht nur mehr Reiseziel tschechischer Urlauber, sondern auch deutscher, österreichischer und niederländischer Touristen. Dies mag einerseits an der Natur liegen, die vor allem am rechten Ufer noch sehr gut erhalten ist, aber auch daran, dass die Region touristisch sehr gut erschlossen ist. So lässt sich hier z. B. wandern, Rad fahren (es gibt einen Radweg rund um den See), campen, rudern, baden, schwimmen, segeln oder surfen. Aufgrund der guten Verhältnisse finden hier schon seit den 1960er-Jahren internationale Kajak- und Segelwettbewerbe statt. Motorbootfahren ist auf dem See verboten, davon ausgenommen sind weniger als zehn Schiffe, unter anderem ein Polizeischiff, die seit Juni 2020 drei Rundfahrtschiffe und Motorboote der Rosenberger Lipno Line (Linienschifffahrt) sowie drei Fähren in Frymburk, Dolní Vltavice und Horní Planá. Beliebt ist die unbewohnte, 2 km vom Ufer entfernte und 150 × 200 m große Insel Tajvan (seltene tschechische Schreibweise für Taiwan; in der Nähe von Černá gelegen). Die bewaldete Insel hat zwar keine Sehenswürdigkeiten, wird aber von Anglern und Geocachern genutzt und ist bequem per Boot zu erreichen. Eine der neuesten Attraktionen sind auf der kleinen, etwa 400 m von der Staumauer entfernten Insel ausgesetzte Kaninchen.
Wichtig für den Tourismus ist der Fischreichtum im See, der zahlreiche Touristen anlockt, die häufig nur zum Angeln kommen. Daher werden hier jährlich Fische im Wert von rund 4–4,5 Millionen tschechischen Kronen, darunter rund 60.000 Ein-Kilogramm-Karpfen, ausgesetzt, sowie Zander, Hechte und Forellen, was ausschließlich durch den Verkauf von Angelscheinen, die es in jeder größeren Ortschaft gibt, finanziert wird. Dies waren namentlich:
| Fisch                     | Karpfen | Schleie | Hecht   | Zander  | Wels | Regenbogenforelle | Flussbarsch | Quappe  |
| ------------------------- | ------- | ------- | ------- | ------- | ---- | ----------------- | ----------- | ------- |
| Anzahl (2007)             | 67.396  | 10.300  | 107.765 | 142.000 | 0    | 11.150            | 0           | 405.000 |
| Gesamtgewicht (kg) (2007) | 91.670  | 1.217   | k. A.   | k. A.   | 0    | 4.500             | 0           | k. A.   |
| Anzahl (2006)             | 62.996  | 5.400   | 93.260  | 44.000  | 0    | 5.200             | 1.300       | 0       |
| Gesamtgewicht (kg) (2006) | 82.690  | 925     | 570     | k. A.   | 0    | 3.700             | 130         | 0       |
| Anzahl (2005)             | 75.475  | 2.200   | 475     | 102.000 | 800  | k. A.             | 0           | 0       |
| Gesamtgewicht (kg) (2005) | 91.280  | 300     | 95      | k. A.   | 135  | k. A.             | 0           | 0       |

Weitere Attraktionen sind die historischen Ortskerne von Frymburk und Horní Planá (Adalbert-Stifter-Geburtshaus), der allsommerliche Jahrmarkt in Černá sowie die zahlreichen Marinas wie z. B. in Černá sowie die 2003 neu errichtete Marina in Lipno mit angeschlossenem Schwimmbad. Im Winter gibt es um den See zahlreiche Langlaufmöglichkeiten sowie Abfahrtspisten in Lipno und Frymburk sowie einen jährlichen Eislaufmarathon und Eissurfing-Veranstaltungen. Oberhalb der Olšina-Bucht bei Černá befindet sich am gleichnamigen Zufluss der Teich Olšina, der einer der höchstgelegenen künstlichen Teiche Böhmens ist.
Über den Staudamm und das Kraftwerk besteht seit 2003 ein Informationszentrum, das sich in ehemaligen Räumlichkeiten des Kraftwerks befindet.
Über den See verkehren heute drei Fähren (Horní Planá–Bližší Lhota, Dolní Vltavice–Kyselov, Frymburk–Frýdava), es gibt zwei Brücken (eine davon überspannt die kleine Rakouská-Bucht, da das Ufer hier bereits zu Österreich gehört) sowie eine Eisenbahnbrücke. Zu erreichen ist er aus Deutschland über den Grenzübergang Philippsreut, aus Österreich über die B 126 Leonfeldener Straße und den Grenzübergang Weigetschlag (Gemeinde Bad Leonfelden), aus Prag über die E 55 oder per Zug über die Haltepunkte in Černá oder Lipno.

### Sport
Auf dem See fanden bereits verschiedene nationale und internationale Wassersportmeisterschaften statt, so zum Beispiel im Segeln. Direkt hinter den Wehren des Staudamms, die zu diesem Zweck mehr Wasser ablassen, werden nationale und internationale Meisterschaften durchgeführt, so zum Beispiel im Rafting (letzte Weltmeisterschaft 2003) und im Kanuslalom (letzte Weltmeisterschaft 1967, die DDR gewann vier Goldmedaillen). Im Kanu-Wildwasserrennsport werden regelmäßig nationale Rennen im Unterlauf der Staustufe ausgetragen. Auch Weltcuprennen (zuletzt 2023) fanden auf der anspruchsvollen Strecke bereits statt. Bei Krumlov findet jährlich ein großer Kanuflussmarathon statt.
2007 hat Prag erwogen, sich um die Olympischen Sommerspiele 2016 oder 2020 zu bewerben, jedoch wurde dieses Vorhaben aufgrund der Finanzkrise fallengelassen. Da es in Prag selbst keine Möglichkeit gibt, olympische Segelwettbewerbe auszutragen, wurde unter anderem der Stausee Lipno als Austragungsort vorgeschlagen und vom Präsidenten des Internationalen Segelverbandes (englisch International Sailing Federation) Paul Henderson für geeignet befunden. Dies wurde in der Presse und bei der Bevölkerung kritisch diskutiert, unter anderem wegen des Autobahnneubaus, der in diesem Falle nötig gewesen wäre.

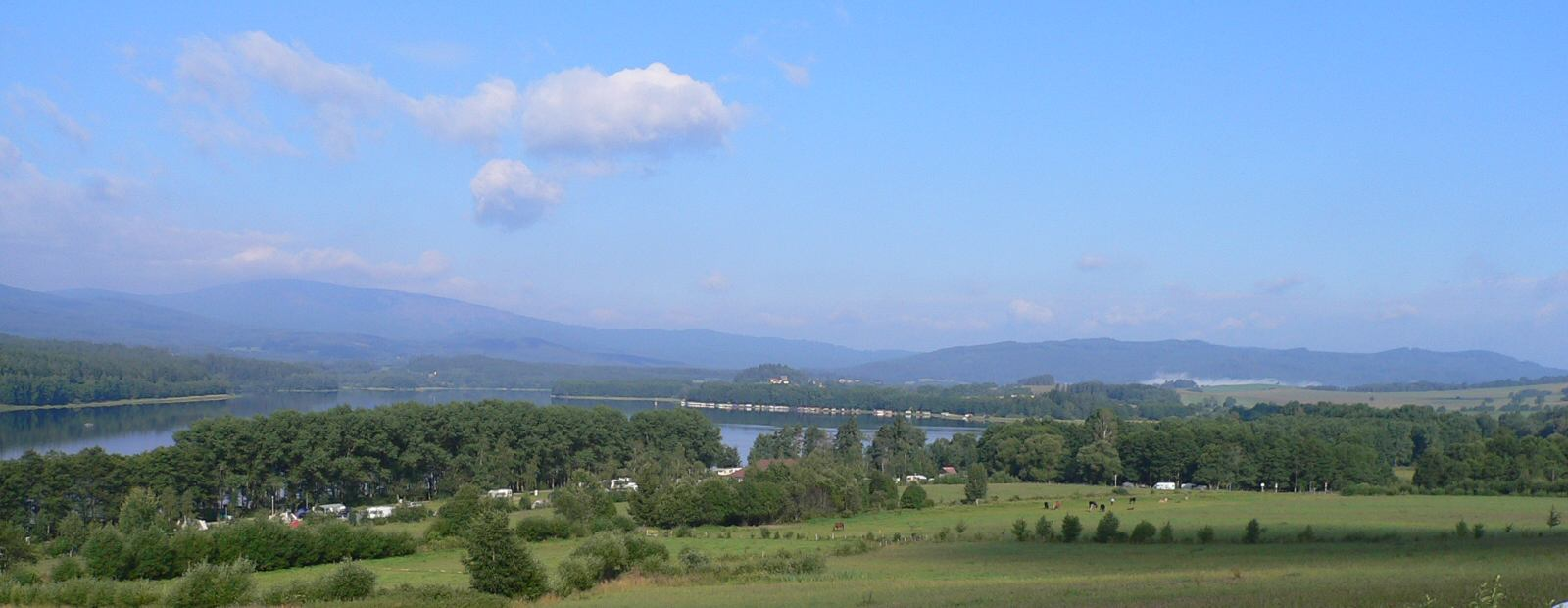
Nördlicher Teil des Stausees Lipno bei Horní Planá
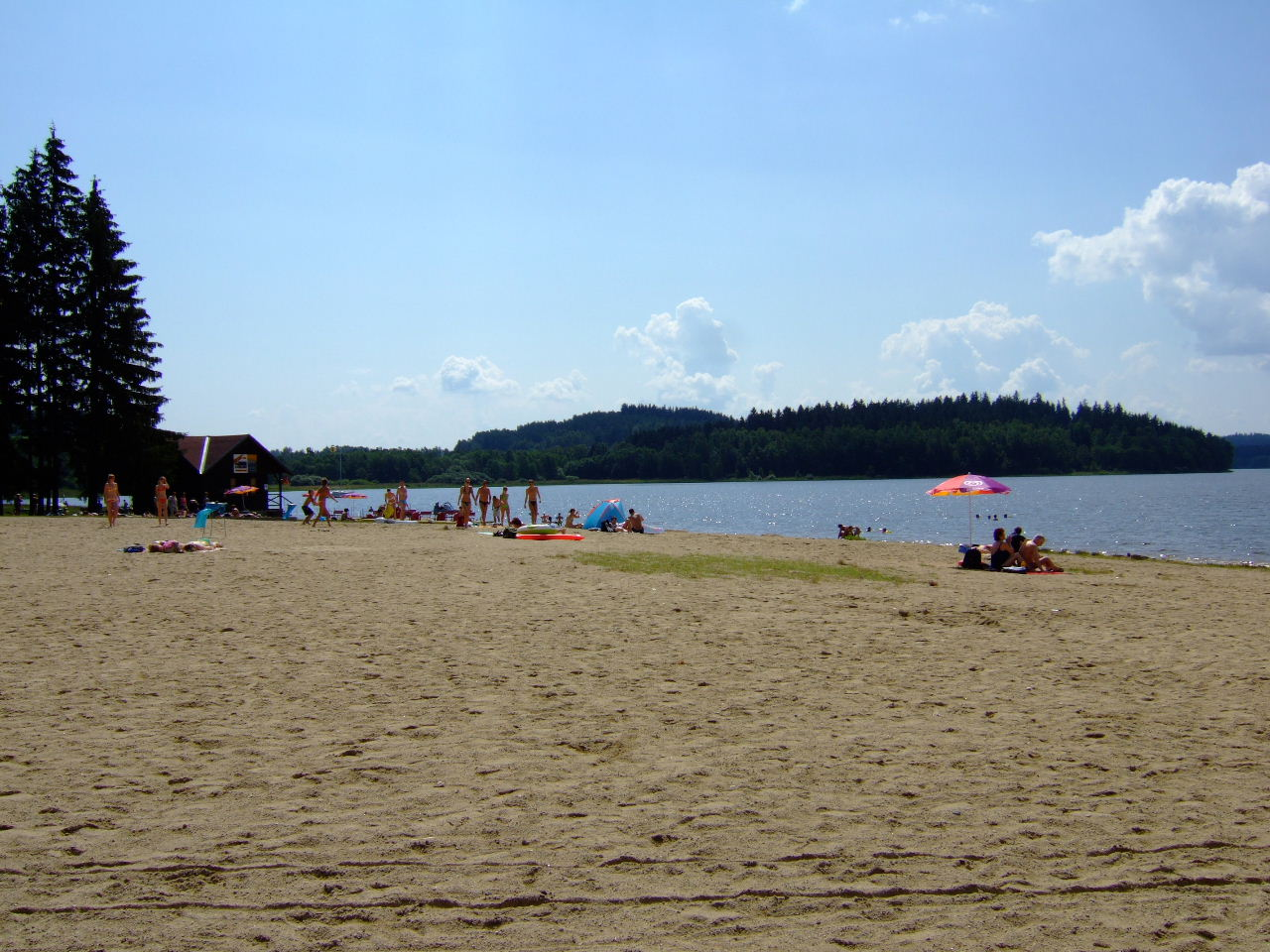
Strand von Horní Planá
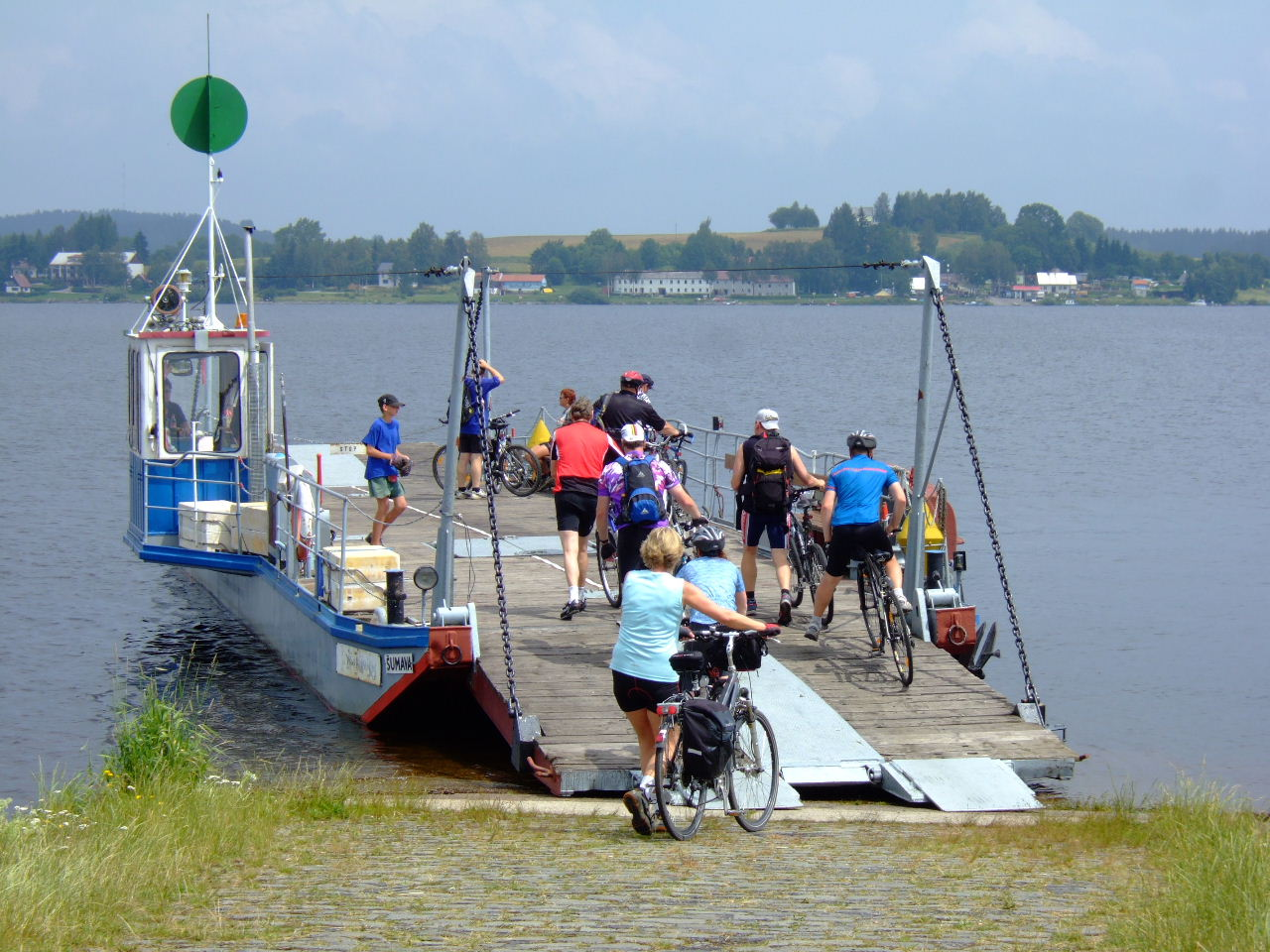
Fähre nach Dolní Vltavice
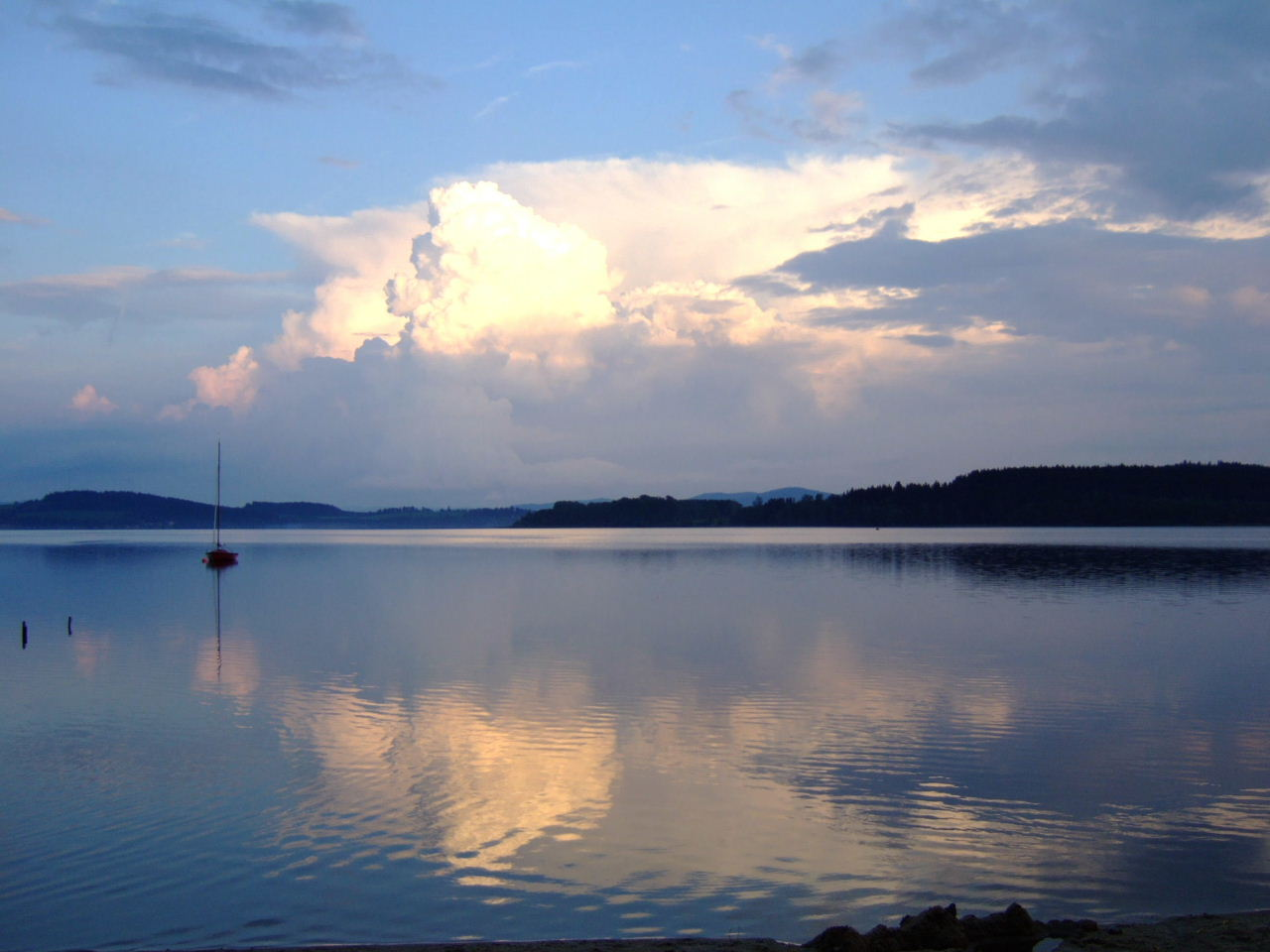
Abend am See
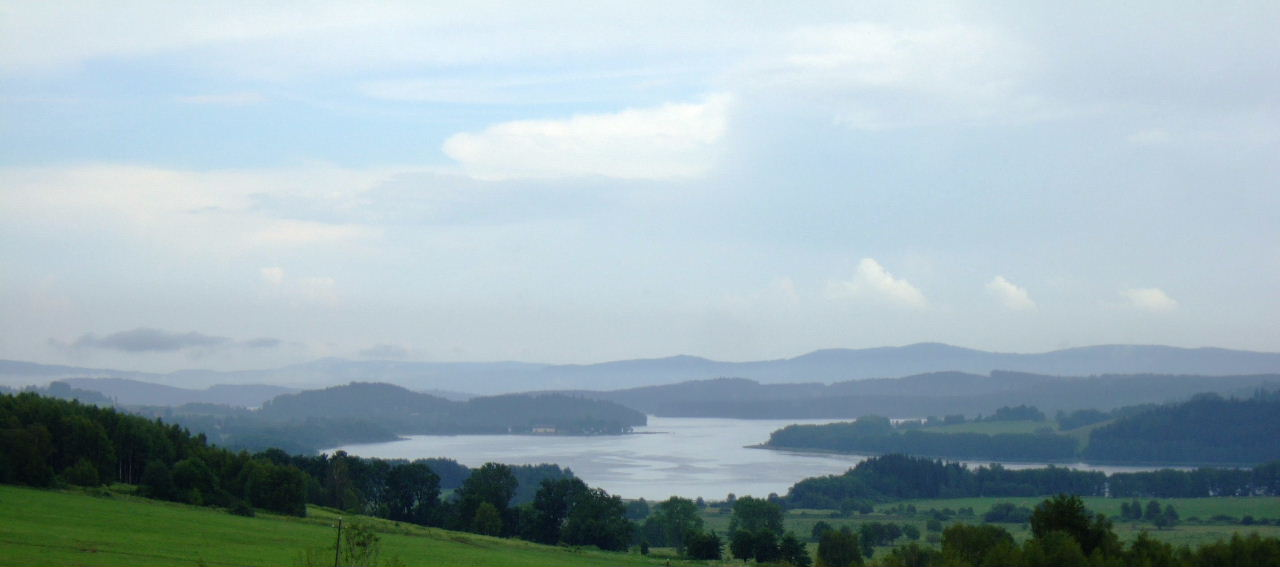
Blick über den See von Pihlov (Pichlern) aus

## Film
- Angelika Sigl: Die Moldau - Der goldene Fluss. Deutschland, ZDF/arte, 2020, 52 Min. (Dokumentation zum gesamten Fluss)